# روبن لورد تايلور
روبن لورد تايلور (بالإنجليزية: Robin Lord Taylor)‏ مواليد 4 يونيو 1978 في شويفيل، آيوا، الولايات المتحدة، هو ممثل أمريكي بدأ مسيرته الفنية عام 2005. اشتهر بدور البطريق في مسلسل غوثام.

## الأعمال

### أفلام
- مقبول
- ستيب أب ثري دي

### مسلسلات
- بيرسون أوف إنترست
- الموتى السائرون
- غوثام

## وصلات خارجية
- روبن لورد تايلور على موقع IMDb (الإنجليزية)
- روبن لورد تايلور على موقع ألو سيني (الفرنسية)
- روبن لورد تايلور على موقع أول موفي (الإنجليزية)
- روبن لورد تايلور على موقع قاعدة بيانات الفيلم (الإنجليزية)
- روبن لورد تايلور على موقع كينوبويسك (الروسية)

روبن لورد تايلور في قاعدة بيانات الأفلام على الإنترنت